# Senidah
Сенида Хайдарпашич (словен. Senida Hajdarpašić; род. 9 апреля 1985, Любляна), больше известна как Senidah — словенская певица, автор песен.

## Биография
Сенида Хайдарпашич родилась в 1985 году в Любляне. Её родители из города Биело-Поле, Черногория. У Сениды есть сестра, которая и открыла её музыкальный талант.

## Карьера
В феврале 2011 года Сенида выпустила свой дебютный R&B-сингл «Pustinjom», но вскоре присоединилась к электро-соул-поп-группе MUFF в качестве солистки. Их первый сингл «Naj sije v očeh» был признан песней года в Словении. В марте 2014 года MUFF приняли участие в отборе представителя Словении на конкурсе песни «Евровидение-2014» с песней «Let Me Be (Myself)», заняв второе, уступив победу Тинкаре Ковач с песней «Round and Round». Их дебютный одноименный альбом, вышедший в ноябре, был тогда объявлен альбомом года.
В марте 2018 года Сенида выпустила свой сольный сингл «Slađana» на сербском языке, однако замечен он был не сразу; популярность песня набрала после того, как на неё обратили внимание сербские продюсеры хип-хоп лейбла Bassivity Digital. Был снят видеоклип, который быстро начал набирать просмотры. Следующий сингл «Belo» певица выпустила уже под лейблом Bassivity. Сенида также записала песню «4 strane sveta» специально для фильма «Южный ветер». В конце года певица выпустила два сингла «Bez tebe» и «Nisi bio tu».
В январе 2019 года Сенида выиграла премию «Hip-Hop/Rap Song of the Year Award» с песней «Slađana» на премии Music Awards Ceremony. В марте она выпустила сингл на английском языке под названием «Ride» на лейбле Universal Serbia, который был записан за пару лет до этого. Ёе дебютный альбом Bez tebe был выпущен 25 марта, он был полностью записан на сербском языке .
21 апреля Сенида выступила на мероприятии Bassivity Showcase в белградском спортивной арене Ранко Жеравица с другими артистами Bassivity Digital. В апреле и мае Сенида выпустила синглы «Mišići» «Sve bih» соответственно. Первый из них имел большой успех на YouTube, набрав более шестидесяти миллионов просмотров. Тем же летом в рамках своего турне она выступала на фестивалях Exit Gang и Sea Dance Festival. В июле вышел сингл дуэта Đogani «Dodiri», соавтором которого она стала. 9 августа она выпустила сингл английском языке «202». В середине августа СМИ распространили слух о том, что Сенида была выбрана внутренним отбором представлем Словении на конкурсе песни «Евровидение-2020»; однако слух оказался ложным.
15 августа был выпущен новый сингл «Kamikaza» боснийских рэперов Jala Brat и Buba Corelli с участием Сениды. Сингл имел большой коммерческий успех, войдя в топ-40 Ö3 Austria Top 40. 26 сентября австрийский рэпер Raf Camora опубликовал фрагмент своего предстоящего сотрудничества с Сенидой в своем Instagram-аккаунте. Песня под названием «100%» была выпущена 28 ноября вместе с музыкальным клипом, который был снят в Барселоне, Испания. Песня достигла пика на 3-м месте в Австрии и дебютировала на 28-м месте в немецком чарте 6 декабря, став первой песней на сербохорватском языке, которая попала в данный чарт.
По состоянию на январь 2020 года Сенида является первым музыкантом из региона, который ежемесячно достигает 700 000 слушателей на Spotify. 27 января 2020 года она исполнила «Mišići» в прямом эфире на церемонии вручения музыкальной премии Music Awards Ceremony 2020, а также вручила Оливеру Мандичу награду за карьерные достижения. Позже в тот же вечер она сама получила две награды: «Trap Song of the Year Award» за песню «Mišići», которую ей вручила Елена Карлеуша, и специальную премию «Golden MAC for Authenticity Award», которая была присуждена ей по выбору организаторов.
1 марта Сенида выпустила клип на песню «Samo uživaj», снятый на фармацевтическом факультете Белградского университета. 12 мая она выпустила клип на песню «Ko je», режиссером и продюсером которого стала сама певица. Видео было снято на улицах Любляны, опустевших из-за пандемии COVID-19. Три дня спустя она выпустила свой новый сингл «Piješ».

## Артистизм
Отвечая на вопрос о том, кто из коллег её вдохновляет, Сенида назвала Алишу Кис «из-за ее эмоций» и Мэри Джей Блайдж «из-за ее агрессии», а также Криса Брауна.
Сенида выразила свою любовь к севдаху, добавив, что она любит свое сценическое имя, потому что оно напоминает ей это слово, а также её увлечение боснийским музыкантом данного жанра Божо Вречо. Она также назвала Дино Мерлина своим вдохновением, отметив, что он «дал ей много как в музыкальном, так и в духовном плане».

## Личная жизнь
На шоу «Nešto Drugačije» Сенида отвечала на вопросы поклонников, и когда её спросили о её сексуальности, она ответила:
Я люблю людей. Я не смотрю на то, кто они или чем занимаются. Важно только, чтобы ты был для меня OK, и это всё. Люблю хороших людей. Неиспорченных.
Ответ вызвал споры о возможной бисексуальности певицы. В интервью сербскому изданию Hello! она сказала, что слухи о её сексуальности её не беспокоят и что «она находится в [эмоциональных] отношениях с музыкой».

## Дискография
- Bez tebe (2019)

## Награды и номинации
| Год  | Награда               | Категория                        | Номинант    | Результат | Прим.  |
| ---- | --------------------- | -------------------------------- | ----------- | --------- | ------ |
| 2019 | Music Awards Ceremony | Hip-hop/Rap Song of the Year     | «Slađana»   | Победа    | [ 35 ] |
| 2020 | Music Awards Ceremony | Alternative Pop Song of the Year | «Crno srce» | Номинация | [ 36 ] |
| 2020 | Music Awards Ceremony | Trap Song of the Year            | «Mišići»    | Победа    | [ 36 ] |
| 2020 | Music Awards Ceremony | Music Video of the Year          | «Mišići»    | Номинация | [ 36 ] |
| 2020 | Music Awards Ceremony | Golden MAC for Authenticity      | Она сама    | Победа    | [ 36 ] |